# テキスト・ディスプレイ
テキスト・ディスプレイ（英語: Text display）は、主にテキスト、または非常に限定されたグラフィック文字を表示できる電子英数字ディスプレイデバイス。これには、電気機械式反転フラップディスプレイ、ベーン・ディスプレイ、フリップディスク・ディスプレイが含まれる。全電子式液晶ディスプレイ、白熱卵形ディスプレイ、 LEDディスプレイ、および蛍光表示管ディスプレイ、そして電気ニキシー管。
表示用のテキストを作成する方法はいくつかある。セグメントディスプレイはラインを使用するが、ドットマトリックス・ディスプレイは、ドットグリッドを使用する。これらは両方ともLCD、LED、VFD、およびベーン/ディスクタイプで見られる。スプリットフラップディスプレイの場合、文字または単語は事前に印刷され、ニキシー管の場合、形状も事前に形成される。いずれの場合も、表示要素は、必要な情報を表示するために正しい物理的および時間的順序でそれらをアクティブにする電子機器によって制御される。
テキストディスプレイは、時計（時計付きラジオ、腕時計）から可変メッセージ標識（出発ボード、高度道路交通システム）まで、あらゆるもので使用されている。2000年代後半まで、テキストディスプレイは、その目的のために最も安価であった。

## テキスト表示タイプ

### LEDテキストディスプレイ
LEDテキストディスプレイは、英数字の表示に限定された特殊なタイプを指す。ほとんどのタイプは、1文字または文字グループのいずれかを表示。1つの文字は、通常、LEDのマトリックスまたはセグメントのセットによって表示される。

### 液晶表示装置
液晶ディスプレイ（LCD）はフラットパネルディスプレイ、エレクトロニック・ビジュアル・ディスプレイ、液晶（LC）の光変調または偏光特性を使用するビデオディスプレイ。LCは直接発光しない。文字表示タイプは、英数字の表示に限定され、特殊化される。
それらは、コンピューターモニター、テレビ、計器盤、航空機のコックピットディスプレイ、看板など、幅広いアプリケーションで使用される。これらは、ビデオプレーヤー、ゲームデバイス、時計、腕時計、電卓、電話などの消費者向けデバイスで一般的である。
LCDは低消費電力であるため、バッテリー駆動の電子機器で使用できる。これは、液晶で満たされた任意の数のピクセルで構成され、光源（バックライト）または反射板の前に配列されてカラーまたはモノクロの画像を生成する電気光学変調器デバイス。LCD技術の開発につながる最初の発見である液晶の発見は1888年にさかのぼる。2008年までに、LCDスクリーンを備えたテレビの世界的な販売はCRTユニットの販売を上回った。

### エッグクレート・ディスプレイ

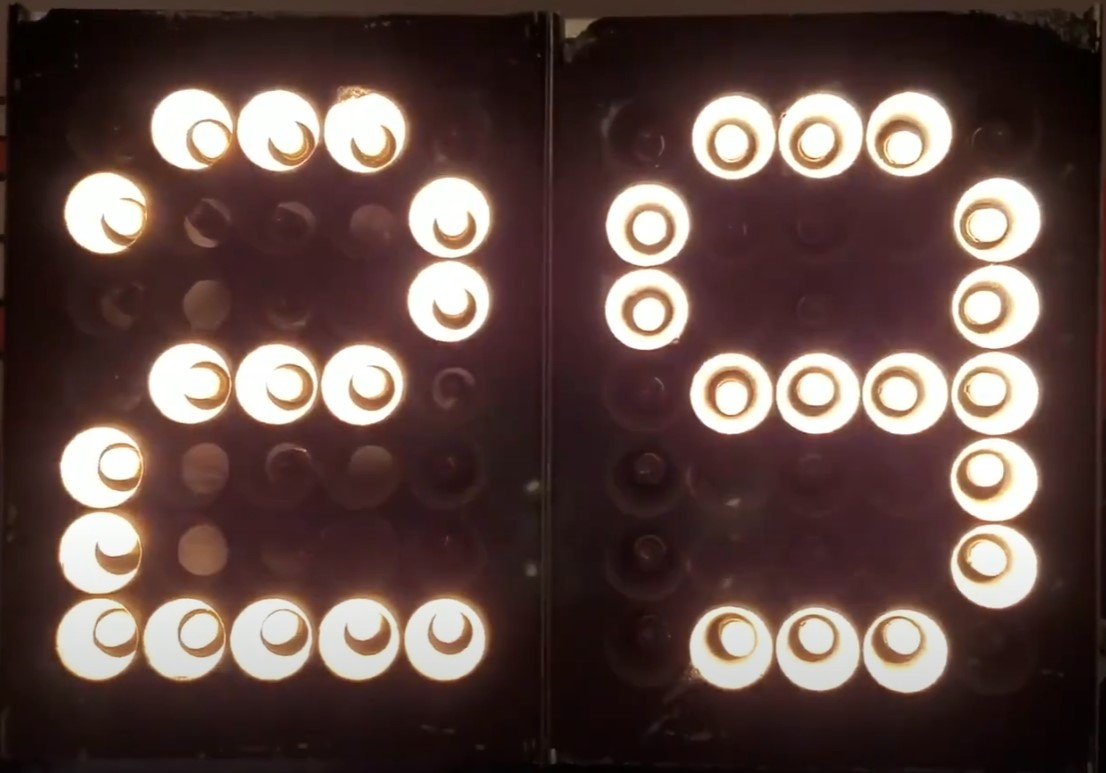
典型的な5x7の卵形ディスプレイマトリックス

エッグクレート・ディスプレイ（英語: Eggcrate displays）は、英数字を表示する古い方法の1つ。白熱電球のマトリックスで構成されている。電球を囲む一連の穴のある発泡ゴム製のマスクがディスプレイに取り付けられており、卵の箱のように見える。
一部のエッグクレート・ディスプレイは、各桁に完全な5×7マトリックスを使用し、ほぼすべての英数字の表示を可能にする。他のタイプは、数字とオプションでドル記号のみを表示する。このタイプの卵形ディスプレイは、スポーツのスコアボードに広く使用されていた。

### ベーン・ディスプレイ
ベーン・ディスプレイ（英語: Vane displays）は、電気機械式の7セグメントディスプレイ。 LEDおよびVFDセグメント化ディスプレイとは異なり、ベーンディスプレイは、通常は白で塗装された7つの物理面で構成され、黄色や蛍光緑色などの他の色で構成される場合もある。セグメントを「オフ」として表示する場合は、エッジが前方を向くように回転し、ペイントされた面が向こう側を向いて見えなくなる。「オン」として表示されるセグメントは、ペイントされた表面が表示されるように回転する。